# الكذبة الكبيرة

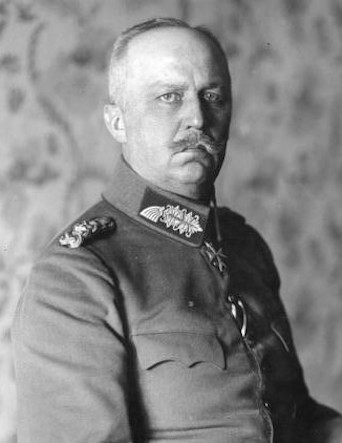

الكذبة الكبيرة (بالألمانية: große Lüge)‏ هي تقنية دعائية تستخدم لأغراض سياسية، تُعرَّف على أنها: تشويه جسيم أو تحريف كبير للحقائق، خاصةً عند استخدامها وسيلة اادعاية من قبل سياسي أو هيئة رسمية. صاغ أدولف هتلر التعبير الألماني، عندما كتب كتابه كفاحي عام 1925، لوصف استخدام كذبة هائلة لدرجة أن لا أحد يعتقد أن شخصًا ما يمكن أن يكون لديه الوقاحة لتشويه الحقيقة بهذا الشكل سيئ السمعة. اعتقد هتلر أن اليهود استخدموا هذه التقنية من أجل إلقاء اللوم على خسارة ألمانيا في الحرب العالمية الأولى على الجنرال الألماني إريش لودندورف، الذي كان زعيمًا سياسيًا قوميًا ومعاديًا بارزًا للسامية في جمهورية فايمار. يقول المؤرخ جيفري هيرف إن فكرة الكذبة الكبرى الأصلية كانت مفيدة في قلب المشاعر ضد اليهود والتسبب في الهولوكوست.
يؤكد جيفري هيرف أن يوزف غوبلز والنازيين استخدموا الكذبة الكبيرة لتحويل معاداة السامية التي طال أمدها إلى قتل جماعي. يجادل هيرف بأن الكذبة الكبرى كانت رواية عن ألمانيا المحاصرة التي تهاجم يهود العالم، والتي قالت إنها بدأت الحرب العالمية الأولى. كررت الدعاية مرارًا وتكرارًا الادعاء بأن مؤامرة اليهود كانت القوة الحقيقية في بريطانيا وروسيا والولايات المتحدة. ومضت تقول إن اليهود قد بدأوا حرب إبادة ضد ألمانيا، ولذا كان لألمانيا واجب وحق في إبادة ومحي اليهود دفاعًا عن النفس.
الادعاء المعارض بأن ألمانيا لم تهزم في الحرب عام 1918 (بل تعرضت للخيانة من قبل مجموعات داخلية) كان يُسمى بحد ذاته كذبة كبيرة. نشرت أسطورة الطعن في الظهر من قبل الجماعات اليمينية، بما في ذلك الحزب النازي.
في القرن الحادي والعشرين، طُبق المصطلح على جهود دونالد ترامب للتشكيك الباطل بنتائج الانتخابات الرئاسية الأمريكية لعام 2020، والتي خسرها؛ كانت الكذبة الكبرى هي الادعاء بأن الانتخابات سُرقت منه من خلال عمليات تزوير واسعة النطاق.

## وصف هتلر
مصدر تقنية الكذبة الكبيرة هو هذا المقطع المأخوذ من الفصل العاشر من ترجمة جيمس مورفي لكتاب كفاحي (الاقتباس هو فقرة واحدة في ترجمة مورفي وفي الأصل الألماني):
كل هذا مستوحى من المبدأ -وهو صحيح تمامًا في حد ذاته- وهو أنه في الكذبة الكبرى توجد دائمًا قوة معينة من المصداقية؛ لأن الجماهير العريضة من الأمة تكون دائمًا أكثر عرضة للفساد في الطبقات العميقة من طبيعتها العاطفية أكثر من فسادها بوعي أو طواعية؛ وبالتالي، في البساطة البدائية لعقولهم، يقعون ضحايا للكذبة الكبيرة أكثر من الكذبة الصغيرة، لأنهم هم أنفسهم غالبًا ما يخبرون الأكاذيب الصغيرة في الأمور الصغيرة ولكنهم يخجلون من اللجوء إلى الأكاذيب على نطاق واسع.
لن يخطر ببالهم أبدًا اختلاق الأكاذيب الهائلة، ولن يصدقوا أن الآخرين يمكن أن يتحلوا بالوقاحة لتشويه الحقيقة بشكل سيئ السمعة. على الرغم من أن الحقائق التي تثبت ذلك قد تظهر بوضوح في أذهانهم، لكنهم سوف يبقون يشكون ويتأرجحون وسوف يستمرون في الاعتقاد بأنه قد يكون هناك تفسير آخر. لأن الكذب الفاضح الوقح دائمًا يترك وراءه آثارًا، حتى بعد أن تتم محاولة إخفائها، وهي حقيقة معروفة لجميع الكذابين الخبراء في هذا العالم ولكل من يتآمرون معًا في فن الكذب.

## وصف غوبلز
على الرغم من أن الاقتباس التالي المفترض ليوزف غوبلز قد تكرر في العديد من الكتب والمقالات وعلى آلاف صفحات الويب، لكن أيًا منها لم يستشهد بمصدر أساسي. وفقًا لبحث واستدلال راندال بيتويرك، فمن غير المرجح أن يقول غوبلز ذلك:
جرى التحقق من أن غوبلز قد طرح نظرية أصبحت أكثر ارتباطًا بتعبير الكذبة الكبيرة. كتب غوبلز الفقرة التالية في مقال بتاريخ 12 يناير 1941، بعد 16 عامًا من استخدام هتلر لأول مرة لهذه العبارة. نُشر المقال بعنوان: من مصنع تشرشل للكذب، من كتابه: دي تسايت أوهني بايشبيل (الوقت بدون مثال):

## الملف النفسي الأمريكي لهتلر
استُخدمت العبارة أيضًا في تقرير أعد أثناء الحرب من قبل مكتب الولايات المتحدة للخدمات الإستراتيجية في وصف الملف النفسي لهتلر:
يظهر الاقتباس أعلاه في تقرير، تحليل نفسي لأدولف هتلر بقلم والتر سي لانجر، والمتاح في الأرشيف الوطني الأمريكي. يظهر اقتباس مشابه إلى حد ما في تحليل شخصية أدولف هتلر: مع تنبؤات سلوكه المستقبلي واقتراحات للتعامل معه الآن وبعد استسلام ألمانيا، بقلم هنري أ. موراي، أكتوبر 1943: